# 怒海爭鋒：極地征伐
《怒海爭鋒：極地征伐》（英語：Master and Commander: The Far Side of the World），2003年電影，導演是彼得·威爾，領銜主演是奧斯卡金像獎影帝羅素·克洛，飾演英國海軍戰艦艦長傑克·奧布里。電影改編自三部有關「傑克·奧布里」艦長之海戰生涯的小說，原作者是派翠克·歐布寧，傑克的角色原型正是英國皇家海軍史上赫赫有名的「海狼」—托馬斯·科克倫。

## 剧情
人稱「幸運傑克」的船長歐布瑞，於19世紀初的拿破崙戰爭中，率領戰艦驚奇號在偌大的太平洋上航行，遭到了法軍地獄號戰艦的奇襲，因而損失慘重，傑克誓言報仇，在噸位、速度、火力皆不及對方的情況下，勢必要重新研擬戰略。在驚奇號在太平洋的小島上整補後，傑克得知地獄號在南太平洋上劫掠英國捕鯨船的情報，傑克計上心頭，將驚奇號偽裝成捕鯨船誘敵，成功吸引地獄號靠近，在一輪砲擊後，傑克率領船員登上地獄號甲板與法軍短兵相接，最終成功擄獲地獄號，並護送被擄獲的船艦返航。

## 荣誉
怒海爭鋒：極地征伐在第76屆的奧斯卡金像獎中獲得了以下獎項：
- 最佳摄影奖：Russell Boyd
- 最佳音效剪辑奖：Richard King

以及以下數個提名：
- 最佳影片
- 最佳导演
- 最佳艺术指导
- 最佳混音
- 最佳服装设计
- 最佳剪辑
- 最佳视觉效果
- 最佳化妆

《怒海爭鋒：極地征伐》和《魔戒三部曲：王者再臨》於同一年發表。《魔戒三部曲：王者再臨》在那一年的奧斯卡金像獎中獲得了所有它所被提名的11個獎項，而在那一年，《怒海爭鋒：極地征伐》所得到的兩個獎項剛好都不是《魔戒三部曲：王者再臨》在那一年中被提名的獎項。
《怒海爭鋒：極地征伐》更成為影史首部前往加拉巴哥群島取景的電影。彼得希望讓加拉巴哥就像另一個星球，而「驚奇號」成員就像是登陸太空。長達7天拍攝期間，每天前進小島取景後，《關鍵報告》特效公司再負責將鳥類、蜥蜴和各種當地花卉植物複製出來，嵌進拍攝的加拉巴哥地景。

## 相關著作
- 2003, UK, The Making of "Master and Commander": The "Far Side of the World", HarperCollins Entertainment (ISBN 0-00-715771-1), Pub date 6 October 2003, Paperback
- 2003, USA, The Making of "Master and Commander": The "Far Side of the World", W W Norton & Co Ltd  (ISBN 0-393-05865-4), Pub date 6 October 2003, Hardback

## 外部連結
- 互联网电影数据库（IMDb）上《怒海爭鋒：極地征伐》的资料（英文）
- 爛番茄上《怒海爭鋒：極地征伐》的資料（英文）
- Official 20th Century Fox web site